# Liste der Monuments historiques in Le Fresne
Die Liste der Monuments historiques in Le Fresne führt die Monuments historiques in der französischen Gemeinde Le Fresne auf.

## Liste der Objekte
| Bezeichnung                | Beschreibung                                                                                                 | Standort                                     | Kennzeichnung | Schutzstatus | Datum | Bild |
| -------------------------- | --- | -------------------------------------------- | ------------- | ------------ | ----- | ---- |
| Skulptur Heiliger Nikolaus | Holz, farbig gefasst und vergoldet, 18. Jahrhundert                                                          | in der Kirche Assomption-de-la-Vierge (Lage) | PM51002514    | Inscrit      | 1977  |      |
| Nikolausaltar              | rechter Seitenaltar; Altartisch, Tabernakel und Retabel; Holz, farbig gefasst und vergoldet, 18. Jahrhundert | in der Kirche Assomption-de-la-Vierge (Lage) | PM51002512    | Inscrit      | 1977  |      |
| Marienaltar                | linker Seitenaltar; Altartisch und Retabel; Holz, farbig gefasst und vergoldet, 18. Jahrhundert              | in der Kirche Assomption-de-la-Vierge (Lage) | PM51002513    | Inscrit      | 1977  |      |